# 良忍
良忍（りょうにん、延久5年1月1日（1073年2月10日）？ - 天承2年2月1日（1132年2月19日））は、平安時代後期の天台宗の僧で、融通念仏宗の開祖。聖応大師。
尾張国知多郡の領主の秦道武（はた の みちたけ）の子。良仁とも書き、房号は光静房または光乗房。生年は延久4年（1072年）説もある。
比叡山東塔常行三昧堂の堂僧となり、雑役をつとめながら、良賀に師事、不断念仏を修める。また禅仁・観勢から円頓戒脈を相承して円頓戒の復興に力を尽くした。22歳から23歳のころ京都大原に隠棲して念仏三昧の一方で、来迎院・浄蓮華院を創建し（寂光院も良忍による創建説がある）、また分裂していた天台声明の統一をはかり、大原声明を完成させた。
1117年（永久5年）阿弥陀仏の示現を受け、「1人の念仏が万人の念仏に通じる」という自他の念仏が相即融合しあうという立場から融通念仏を創始し、称名念仏で浄土に生まれると説き、結縁した人々の名を記入する名帳を携えて各地で勧進を行った。四天王寺に参籠した時に見た霊夢により、摂津国住吉郡平野庄（現大阪市平野区）の領主の坂上広野の邸宅地に開いた修楽寺が、その後の融通念仏の総本山の大念仏寺の前身である。
1773年（安永2年）聖応大師の諡号を賜った。

## 関連文献
- 石田瑞麿 『空也・良源・源信・良忍』　＜浄土仏教の思想第6巻＞講談社　1992年
- 田代尚光『良忍上人と大念仏寺』　(日本仏教の心8). ぎょうせい　1981年